# Atlético Tucumán
Club Atlético Tucumán – argentyński klub piłkarski z siedzibą w mieście Tucumán.

## Osiągnięcia
- Mistrzostwo regionalne (Federación Tucumana) (21): 1920, 1921, 1924, 1927, 1930, 1935, 1937, 1938, 1942, 1951, 1957, 1958, 1959, 1960, 1961, 1962, 1963, 1964, 1972, 1973, 1975
- Zwycięstwo w lidze regionalnej (Liga Tucumana de Fútbol) (6): 1977, 1978, 1979, 1983, 1986, 2003
- Udział w ogólnokrajowych mistrzostwach Nacional (10): 1973, 1974, 1975, 1976, 1977, 1978, 1979, 1980, 1981, 1984.
- Awans do drugiej ligi (Primera B Nacional Argentina): 1986.
- Mistrz trzeciej ligi (Torneo Argentino A) (2): 2003/2004 (Clausura), 2007/2008
- Mistrz drugiej ligi (Primera B Nacional): 2008/2009, 2015
- Największe osiągnięcie w historii klubu: 3. miejsce w pierwszej lidze w 1979 roku

## Historia
Klub założony został 27 września 1902 roku (najstarszy klub w prowincji Tucumán) i gra obecnie w pierwszej lidze argentyńskiej Primera División.

### Liczba sezonów w poszczególnych ligach
- Liczba sezonów w pierwszej lidze (Primera división argentina): 9
- Liczba sezonów w drugiej lidze (Primera B Nacional Argentina): 15
- Liczba sezonów w trzeciej lidze (Torneo Argentino A): 5

## Stadion
Klub rozgrywa swoje mecze domowe na stadionie Estadio José Fierro, oddanym do użytku 21 maja 1922 roku. Boisko ma rozmiary 104 x 70.2 metrów, natomiast trybuny pomieścić mogą 26200 widzów,

## Znani zawodnicy w historii klubu
- Raúl Heriberto Aredes
- Barreto
- Jorge Adrián Jeréz
- Alberto Fassora
- Palomba
- Víctor Taberna
- Villa
- Juan Marcelo Zerrizuela